# Dendronephthya coronata
Dendronephthya coronata is een zachte koraalsoort uit de familie Nephtheidae. De koraalsoort komt uit het geslacht Dendronephthya. Dendronephthya coronata werd in 1889 voor het eerst wetenschappelijk beschreven door Wright & Studer. 